# Bazylika Matki Bożej Królowej Miłości i Pokoju Pani Kujaw w Markowicach
Bazylika Matki Bożej Królowej Miłości i Pokoju Pani Kujaw – kościół parafialny, bazylika mniejsza i sanktuarium maryjne znajdujące się we wsi Markowice, w województwie kujawsko-pomorskim. Należy do dekanatu inowrocławskiego I archidiecezji gnieźnieńskiej.

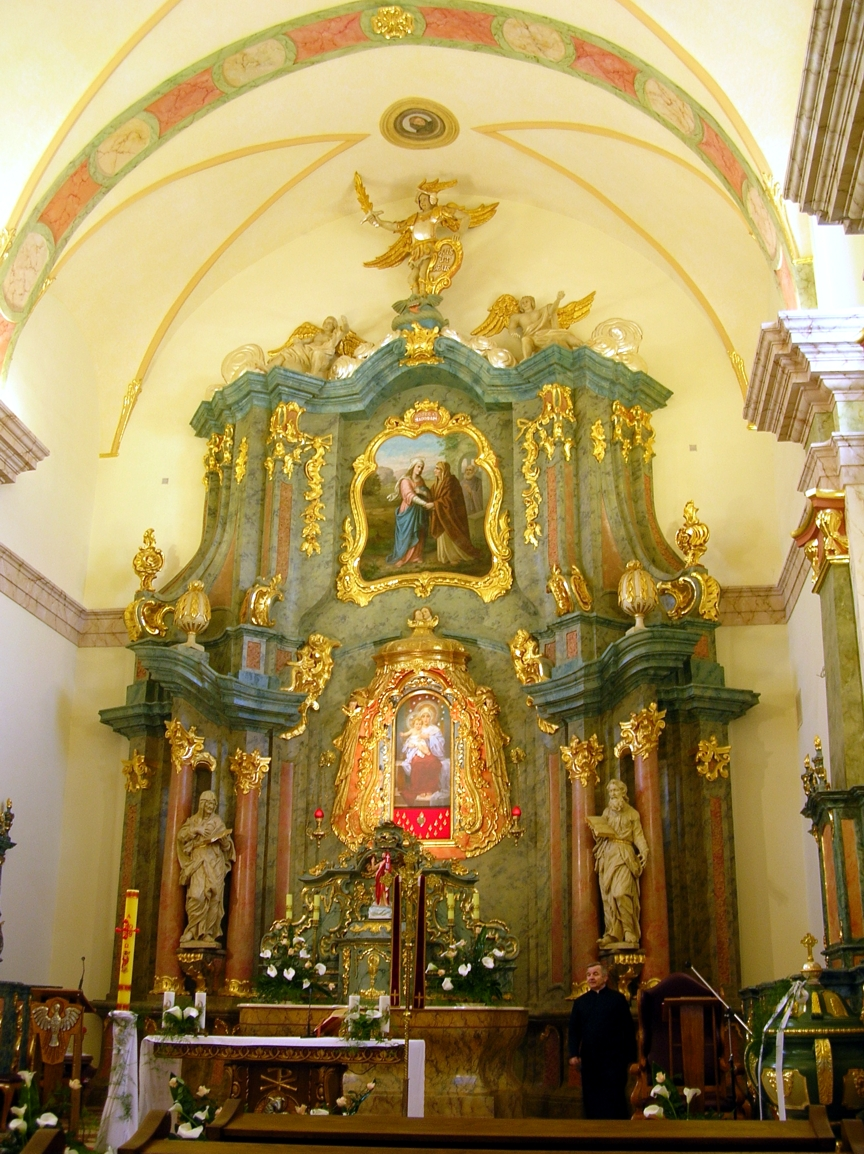
Wnętrze świątyni

## Historia
Murowana bazylika wybudowana w 1710 roku przez zakon karmelitów trzewiczkowych. konsekrował ją biskup włocławski Wojciech Bardziński. kościół otrzymał wezwanie „Nawiedzenia Najświętszej Maryi Panny, Krzyża Świętego, Świętego Józefa, Świętego Michała i Wszystkich Świętych”, w latach późniejszych zostało ono zmienione na „Nawiedzenia Najświętszej Maryi Panny”. W 1825 roku władze pruskie przeprowadziły kasatę zakonu karmelitów trzewiczkowych i bazylika stała się kościołem filialnym parafii św. Mikołaja w Ludzisku. W 1921 roku do Markowic przybyli Oblaci i objęli pieczę nad kościołem. W 1924 roku przy kościele została erygowana parafia pw. Nawiedzenia Najświętszej Maryi Panny. Podczas II wojny światowej kościół był zamknięty dla kultu religijnego. Po wyzwoleniu wsi, w styczniu 1945 roku został udostępnion wiernym. W 1947 roku kościół został odremontowany. W 2013 roku Oblaci podjęli decyzję o opuszczeniu Markowic. Od tego czasu kościołem opiekują się kapłani archidiecezji gnieźnieńskiej. Dekretem podpisanym w dniu 31 maja 2015 roku Kongregacja ds. Kultu Bożego i Dyscypliny Sakramentów ustanowiła świątynię bazylika mniejszą. Uroczysta msza w czasie której ogłoszono dekret została odprawiona 5 lipca 2015 roku.

## Sanktuarium maryjne
Przedmiotem kultu jest figura Matki Bożej z Dzieciątkiem, przywieziona do Markowic w 1630 roku przez brata bernardyna Michała Widzyńskiego. 26 czerwca 1965 roku figura została koronowana przez księdza kardynała Stefana Wyszyńskiego, który nadał jej tytuł Królowej Miłości i Pokoju. W tej uroczystości brało udział około trzystu kapłanów diecezjalnych i zakonnych oraz 30 tysięcy wiernych z Kujaw i Wielkopolski. Po tej uroczystości jeszcze bardziej rozwinął się ruch pielgrzymkowy.